# (6154) Stevesynnott
(6154) Stevesynnott es un asteroide perteneciente al cinturón de asteroides, región del sistema solar que se encuentra entre las órbitas de Marte y Júpiter, más concretamente a la familia de Herta, descubierto el 22 de agosto de 1990 por Henry E. Holt desde el Observatorio del Monte Palomar, Estados Unidos.

## Designación y nombre
Designado provisionalmente como 1990 QP1. Fue nombrado Stevesynnott en homenaje a
Stephen P. Synnott, científico espacial en el Laboratorio de Propulsión a Reacción. Autoridad destacada en técnicas de navegación óptica de naves espaciales. Descubrió los satélites jovianos Tebe y Metis y fue miembro del equipo de imágenes Voyager 2, que descubrió los pequeños satélites uranianos y neptunianos.

## Características orbitales
Stevesynnott está situado a una distancia media del Sol de 2,423 ua, pudiendo alejarse hasta 2,862 ua y acercarse hasta 1,984 ua. Su excentricidad es 0,181 y la inclinación orbital 2,298 grados. Emplea 1377,85 días en completar una órbita alrededor del Sol.

## Características físicas
La magnitud absoluta de Stevesynnott es 14,3. 